# Jaume Dalmau i Llibre
Jaume Dalmau i Llibre   (Calella, 1883 - Calella, 21 de setembre de 1946) va ser un industrial i polític català que va exercir com a alcalde de Calella en diverses ocasions, destacant el seu mandat entre 1925 i 1929 durant la Dictadura de Primo de Rivera. Nascut en el si d'una família vinculada a la indústria tèxtil, Dalmau va ser propietari de diverses fàbriques de gèneres de punt, un sector que tenia una gran rellevància a la ciutat. Durant el seu mandat com a alcalde, Dalmau va impulsar importants transformacions urbanístiques que van marcar el desenvolupament de Calella.
Entre les seves iniciatives destaca la promoció de la construcció de la  balustrada del  Passeig de Manuel Puigvert, una obra de gran valor arquitectònic dissenyada per l'arquitecte municipal Jeroni Martorell i Terrats. Aquesta obra no només va embellir el passeig marítim, sinó que també forma part del patrimoni històric de la ciutat.
Dalmau va gestionar també la compra de la finca coneguda com "Can Pelayo", que es va convertir en el Parc Dalmau, un dels principals espais d'oci i natura de Calella.
A més, va ser el promotor de Can Dalmau, una residència d'estil  noucentista construïda per Jeroni Martorell al carrer Jovara, considerada un exemple destacat del patrimoni arquitectònic de la ciutat. També, durant el seu mandat es va construir l’edifici dels mestres del Grup Escolar, l’escorxador, el mercat municipal, la biblioteca Costa i Fornaguera, es va portar a terme la pavimentació de diversos carrers i es va finalitzar la totalitat de la xarxa de clavegueram iniciada per governs anteriors.
Com empresari, l'activitat industrial de Jaume Dalmau va contribuir al creixement econòmic de Calella durant les primeres dècades del segle xx, ja que era hereu d'una tradició industrial important, amb el seu pare cofundant la fàbrica “Prat i Dalmau”, que més tard esdevindria Vilaró i Llobet, una de les empreses capdavanteres de la ciutat.
L'any 1939, acabada la  Guerra Civil, fou de nou alcalde dins d’una comissió gestora, però la seva actitud compassiva cap als vençuts va provocar la seva destitució a finals del mateix any. No obstant, les obres promogudes per Jaume Dalmau han deixat una empremta significativa en el patrimoni de Calella, convertint-lo en un dels alcaldes més recordats de l'època. El Parc Dalmau, que duu el seu nom i que acull un bust d'homenatge, és avui un símbol del llegat cultural i natural del municipi.